# Hlezenní kost

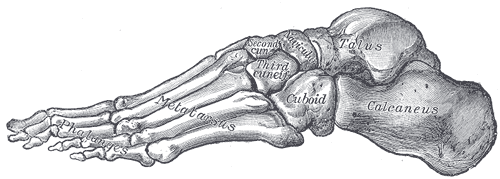
Talus v kontextu kostry nohy

Hlezenní kost (latinsky talus) je jedna z kostí lidské dolní končetiny. Patří mezi zánártní kosti a spolu s holenní kostí a lýtkovou kostí tvoří hlezenní kloub, který spojuje nohu s bércem. Mezi zánártními kostmi je druhou největší po patní kosti, která k ní přiléhá zespodu. Kromě patní kosti ke kosti hlezenní ze zánártních kostí přiléhá loďkovitá kost, ta ovšem zepředu.

## Zlomeniny hlezenní kosti
Zlomeniny hlezenní kosti se, dle závažnosti, léčí konzervativně nebo chirurgicky pomocí zevní fixace nebo vnitřní fixace. Diagnóza zlomeniny je hlavně radiologická.